# Mónica Tarducci
Mónica Tarducci es una antropóloga y feminista argentina. Su trabajo de investigación se ha dirigido a las interacciones entre el género y las religiones. Es profesora en la Universidad de Buenos Aires y en la Universidad Nacional de San Martín.

## Educación
Tarducci recibió su licenciatura y su doctorado en la Facultad de Filosofía y Letras de la Universidad de Buenos Aires.

## Labor académica
Entre 2006 y 2009 llevó a cabo un trabajo de campo exhaustivo sobre los patrones de adopción en la provincia de Misiones.
Como profesora en la Universidad de Buenos Aires dicta el Seminario de Investigación Anual en Antropología Sociocultural y la asignatura optativa Antropología de Género.  En la Universidad Nacional de San Martín, Tarducci ha dirigido posgrados en Estudios de Familia. También ofrece seminarios y cursos abiertos sobre etnografía e historia del feminismo.

## Activismo
Tarducci colabora con el activismo feminista en Argentina desde el año 1980. En 1986, como parte de la organización feminista Mujeres en Movimiento, participó en el I Encuentro Nacional para Mujeres en Argentina, que se celebra desde entonces. Ha sido oradora principal en las Jornadas de Debate Feminista de 2015 —un encuentro latinoamericano de activistas feministas y académicos que se celebra desde 2014—. En él  señaló la importancia del movimiento feminista en la caída de la dictadura argentina, así como su función fundamental en la apertura del mundo académico a enfoques nuevos sobre sexualidad, género y teoría queer. Además, Tarducci ha aparecido en varios programas televisivos y entrevistas en Argentina.
Su mayor implicación la centra en el activismo por la legalización del aborto en Argentina.
En una entrevista a iSel Televisión, se ha autodescrito como «misionera secular, extendiendo conocimiento a través de contextos diferentes».

## Publicaciones
- La Adopción. Una aproximación desde la Antropología del Parentesco [9]
- Maternidades en el siglo XXI
- Feminismo, lesbianismo y maternidad en Argentina